# Howard Crossett
Howard Wallace Crossett (* 22. Juli 1918 in Whallonsburg, New York; † 30. Juni 1968 in Lebanon, New Hampshire) war ein US-amerikanischer Bobfahrer.

## Biografie
Howard Crossett gewann bei den Olympischen Spielen 1952 im Viererbob-Wettbewerb zusammen mit Patrick Martin, James Atkinson und Pilot Stanley Benham die Silbermedaille. Ein Jahr zuvor wurde er im Viererbob Nordamerikanischer- und Amateur-Athletic-Union-Meister.